# Forlì Football Club
O Forlì Football Club é uma equipe de futebol italiana com sede na cidade de Forlì. Atualmente dispulta a Lega Pro.